# Maratona aquática no Campeonato Mundial de Esportes Aquáticos de 2013 - 10 km feminino
A prova de 10 quilômetros feminino da maratona aquática no Campeonato Mundial de Esportes Aquáticos de 2013 foi realizada no dia 23 de julho em Moll de la Fusta em Barcelona.

## Medalhistas
| Ouro                  | Prata                   | Bronze              |
| Poliana Okimoto (BRA) | Ana Marcela Cunha (BRA) | Angela Maurer (GER) |

## Resultados
Estes foram os resultados da prova.
| Pos.              | Nadadora              | Nacionalidade  | Tempo     |
| ----------------- | --------------------- | -------------- | --------- |
| Medalha de ouro   | Poliana Okimoto       | Brasil         | 1:58:19.2 |
| Medalha de prata  | Ana Marcela Cunha     | Brasil         | 1:58:19.5 |
| Medalha de bronze | Angela Maurer         | Alemanha       | 1:58:20.2 |
| 4                 | Kalliopi Araouzou     | Grécia         | 1:58:21.3 |
| 5                 | Anna Olasz            | Hungria        | 1:58:22.4 |
| 6                 | Ophelie Aspord        | França         | 1:58:23.2 |
| 7                 | Fang Yanqiao          | China          | 1:58:23.2 |
| 8                 | Rebecca Mann          | Estados Unidos | 1:58:23.4 |
| 9                 | Éva Risztov           | Hungria        | 1:58:23.4 |
| 10                | Christine Jennings    | Estados Unidos | 1:58:23.6 |
| 11                | Elizaveta Gorshkova   | Rússia         | 1:58:24.3 |
| 12                | Martina Grimaldi      | Itália         | 1:58:24.9 |
| 13                | Yumi Kida             | Japão          | 1:58:25.8 |
| 14                | Keri-Anne Payne       | Reino Unido    | 1:58:25.8 |
| 15                | Svenja Zihsler        | Alemanha       | 1:58:25.8 |
| 16                | Yurema Requena        | Espanha        | 1:58:26.4 |
| 17                | Erika Villaécija      | Espanha        | 1:58:27.8 |
| 18                | Olga Beresnyeva       | Ucrânia        | 1:58:27.9 |
| 19                | Zsofia Balazs         | Canadá         | 1:58:28.5 |
| 20                | Melissa Gorman        | Austrália      | 1:58:30.9 |
| 21                | Marianna Lymperta     | Grécia         | 1:58:33.0 |
| 22                | Lizeth Rueda          | México         | 1:58:36.6 |
| 23                | Cara Baker            | Nova Zelândia  | 1:58:38.5 |
| 24                | Vicenia Navarro       | Venezuela      | 1:58:38.5 |
| 25                | Celia Barrot          | França         | 1:58:41.8 |
| 26                | Shi Yu                | China          | 1:58:43.8 |
| 27                | Florencia Mazzei      | Argentina      | 1:58:43.9 |
| 28                | Silvie Rybářová       | Chéquia        | 1:58:55.3 |
| 29                | Heidi Gan             | Malásia        | 1:59:01.4 |
| 30                | Chelsea Gubecka       | Austrália      | 1:59:16.3 |
| 31                | Rachele Bruni         | Itália         | 2:00:03.2 |
| 32                | Paola Pérez           | Venezuela      | 2:00:36.8 |
| 33                | Danielle Huskisson    | Reino Unido    | 2:01:31.5 |
| 34                | Emma Robinson         | Nova Zelândia  | 2:01:47.6 |
| 35                | Nadine Williams       | Canadá         | 2:01:50.4 |
| 36                | Julia Lucila Arino    | Argentina      | 2:02:37.8 |
| 37                | Barbora Picková       | Chéquia        | 2:04:02.8 |
| 38                | Nataly Caldas         | Equador        | 2:04:28.8 |
| 39                | Alexandra Sokolova    | Rússia         | 2:04:45.3 |
| 39                | Valerie Gruest        | Guatemala      | 2:04:45.3 |
| 41                | Angelica Andre        | Portugal       | 2:04:45.4 |
| 41                | Laila El Basiouny     | Egito          | 2:04:45.4 |
| 43                | Melissa Villasenor    | México         | 2:05:21.1 |
| 44                | Xeniya Romanchuk      | Cazaquistão    | 2:05:21.1 |
| 45                | Mahina Valdivia       | Chile          | 2:13:54.9 |
| 46                | Clarice Le Roux       | África do Sul  | 2:15:35.7 |
| 47                | Fiona On Yi Chan      | Hong Kong      | 2:17:39.6 |
| 48                | Mariya Ivanova        | Cazaquistão    | 2:19:02.6 |
| 49                | Li Hannah Hang Fung   | Hong Kong      | 2:25:44.5 |
| 50                | Risa Andriani Permana | Indonésia      | OTL       |
| 50                | Poorva Kiran Shetye   | Índia          | OTL       |
| 52                | Michelle Weber        | África do Sul  | DNS       |
| 52                | Karla Šitić           | Croácia        | DNS       |

Legenda
| Recorde mundial       | Recorde mundial (World record)               |                       | Recorde africano                      | Recorde africano (African) |                                           | Q | Classificado por posição (Qualified) |
| Recorde do campeonato | Recorde do campeonato (Championship record)  | Recorde da América    | Recorde da América (Americas)         | q                          | Classificado por melhor tempo (Qualified) |   |                                      |
| Melhor marca do ano   | Melhor marca do ano (World leading)          | Recorde asiático      | Recorde asiático (Asian)              | DNS                        | Não largou (Did not start)                |   |                                      |
| Recorde nacional      | Recorde nacional (National record)           | Recorde europeu       | Recorde europeu (European)            | DNF                        | Não terminou (Did not finish)             |   |                                      |
| Recorde pessoal       | Recorde pessoal do atleta (Personal best)    | Recorde da Oceania    | Recorde da Oceania (Oceania)          | DSQ / DQ                   | Desclassificado (Disqualified)            |   |                                      |
| Recorde da temporada  | Recorde da temporada do atleta (Season best) | Recorde sul-americano | Recorde sul-americano (South America) | NM                         | Sem marca (No mark)                       |   |                                      |